# Ludwig August Frankl von Hochwart
Ludwig August Frankl von Hochwart (Chrast, 1810. február 3. – Bécs, 1894. március 12.) zsidó származású német költő, lovagi címmel.

## Élete
Eleinte nagy nélkülözések között hallgatta az orvosi tudományokat, miközben a történelem és az esztétika tanulmányát is folytatta. Habsburgerliedjével ismeretessé lett a bécsi írók között. Ezután gyors egymásutánban megjelentek tőle Episch-lirischen Dichtungen (Bécs, 1834) és Christophoro Colombo regényes éposz (Stuttgart, 1836); Sagen aus dem Morgenland (Lipcse, 1834). Az 1848-as márciusi mozgalomban Die Universität c. költeménye, amely az első volt, mely cenzúra nélkül jelent meg, példátlan feltünést okozott; több, mint egy millió példányban terjesztették és utólag 19 zeneszerző zenésítette meg. Az orvosi gyakorlatot fölcserélte a bécsi zsidó hitközségnél elvállalt titkári állással és 1856-ban Jeruzsálembe utazott, ahonnan visszatérve elnöke lett a bécsi zsidó hitközségnek. Attól fogva tisztán a szépirodalomnak szentelte szabadidejét. Későbbi művei: Don Juan d'Austria (Lipcse, 1846); Ein Magyarenkönig (uo. 1850); Lyrische Gedichte (Bécs, 1880) és sok más lírai és epikai költemény, amelyek mind formaszépséget és gazdag képzelőtehetséget árulnak el, bár nélkülözik a feltételes eredetiséget. Összegyűjtött művei 3 kötetben jelentek meg Bécsben, 1880-ban.